# Sunampe (distrito)
Sunampe é um distrito do Peru, departamento de Ica, localizada na província de Chincha.

## Transporte
O distrito de Sunampe não é servido pelo sistema de estradas terrestres do Peru.